# Mieczysław Czekalski
Mieczysław Czekalski (ur. 23 kwietnia 1941 w Dąbrówce k. Poznania, zm. 14 maja 2023) – prof. dr hab. nauk rolniczych, specjalista w zakresie dendrologii i uprawy roślin ozdobnych.
W 1961 ukończył Technikum Ogrodnicze w Prószkowie k. Opola, a w 1967 studia w Wyższej Szkole Rolniczej w Szczecinie. W 1973 obronił pracę doktorską Badania nad różanecznikami (Rhododendron L.) uprawianymi w Polsce (promotor: prof. Stefan Białobok) w Akademii Rolniczej w Poznaniu. W 1981 Rada Wydziału Ogrodniczego AR w Poznaniu nadała mu stopień doktora habilitowanego na podstawie rozprawy: Aklimatyzacja różaneczników – Rhododendron "Catawbiense-Hybridum" i R. "Cunningham’s White" w Polsce. Tytuł profesorski otrzymał w 1991. Staże naukowe odbywał w Norwegii, na Łotwie i w USA.
Był emerytowanym profesorem Katedry Roślin Ozdobnych na Wydziale Ogrodnictwa i Architektury Krajobrazu Uniwersytetu Przyrodniczego w Poznaniu oraz pracownikiem Katedry Ogrodnictwa na Uniwersytecie Przyrodniczym we Wrocławiu. Autor wielu oryginalnych prac poświęconych roślinom ozdobnym, w tym podręczników akademickich i prac o charakterze popularyzatorskim, przeznaczonym dla ogrodników-amatorów.
Za swoją działalność naukową i dydaktyczną został uhonorowany Krzyżem Kawalerskim Orderu Odrodzenia Polski, Złotym Krzyżem Zasługi, Medalem Uniwersytetu w Rydze i Medalem za Zasługi dla Wydziału Rolniczego AR we Wrocławiu.

## Dzieła wybrane
- 1980: Aklimatyzacja różaneczników – Rhododendron ‪"‬Catawbiense-Hybridum‪"‬ i RH. ‪"‬Cunningham's White‪"‬ w Polsce
- 1983: Różaneczniki
- 1984: Magnolia, azalia i inne
- 1986: Bluszcz, powojnik... : pnącza ozdobne w ogródku
- 1986: Bluszcz, mahonia i inne : zimozielone krzewy ozdobne
- 1988: Cisus, hoja, filodendron ... : rośliny pnące ozdobą mieszkania
- 1995: Krzewy i drzewa liściaste w ogrodzie
- 1996: Rośliny ozdobne do dekoracji wnętrz : paprotniki, nagozalążkowe, okrytozalążkowe – dwuliścienne
- 1999: Ogólna uprawa roślin ozdobnych
- 2005-2006: Liściaste krzewy ozdobne o wszechstronnym zastosowaniu (cz.1-2)
- 2006: Rośliny uprawiane na zieleń ciętą
- 2007: Arboretum w Laskach : przewodnik